# جيف جودكينس
جيف جودكينس (بالإنجليزية: Jeff Judkins)‏ مواليد 23 مارس 1956 في سالت ليك، هو مدرب كرة سلة أمريكي ولاعب سابق. بدأ مسيرته الاحترافية في سنة 1978. تم اختياره من قبل فريق بوسطن سيلتكس خلال الدرافت. يبلغ طوله 6 قدم 6 بوصة (2.0 م). لعب كرة السلة الجامعية في جامعة يوتا. اعتزل اللعب في 1983. أحرز خلال مسيرته في الإن بي إيه 1482 نقطة بمعدل 5.4 نقاط في المباراة الواحدة.

## المسيرة الاحترافية
لعب مع بوسطن سيلتكس من سنة 1978 إلى 1980، ثم لعب مع يوتا جاز في موسم 1980–1981، ثم لعب مع ديترويت بيستونز من سنة 1980 إلى 1982، ثم لعب مع بورتلاند ترايل بلايزرز من سنة 1981 إلى 1983.

## روابط خارجية
- جيف جودكينس على موقع إن بي أي (الإنجليزية)
- جيف جودكينس على موقع سبورتس رفرنس (الإنجليزية)
- جيف جودكينس على موقع كلية كرة السلة في سبورتس رفرنس.كوم (الإنجليزية)
- جيف جودكينس على موقع ريلجم (الإنجليزية)
- جيف جودكينس على موقع بروبوليرز (الإنجليزية)
- جيف جودكينس على موقع كلية كرة السلة في سبورتس رفرنس.كوم (الإنجليزية)